# Головково (Торопецкий район)
Головково — деревня на северо-востоке Торопецкого района Тверской области. Входит в состав Пожинского сельского поселения.

## Этимология
Предположительно, название деревни происходит от мужского личного имени Головко, в значении «удалой, отчаянный человек».

## География
Деревня Головково расположена в 28 км (по автодороге — 44 км) к северу от районного центра Торопец. Находится на правом берегу реки Сережа. Ближайшие населённые пункты — деревни Шерехово и Чурилово.

## Климат
Деревня, как и весь район, относится к умеренному поясу северного полушария и находится в области переходного климата от океанического к материковому. Лето с температурным режимом +15…+20 °С (днём +20…+25 °С), зима умеренно-морозная −10…-15 °С; при вторжении арктических воздушных масс до −30…-40 °С.
Среднегодовая скорость ветра 3,5-4,2 метра в секунду.

## Население
| 2010 |
| ---- |
| 10   |